# Wessem

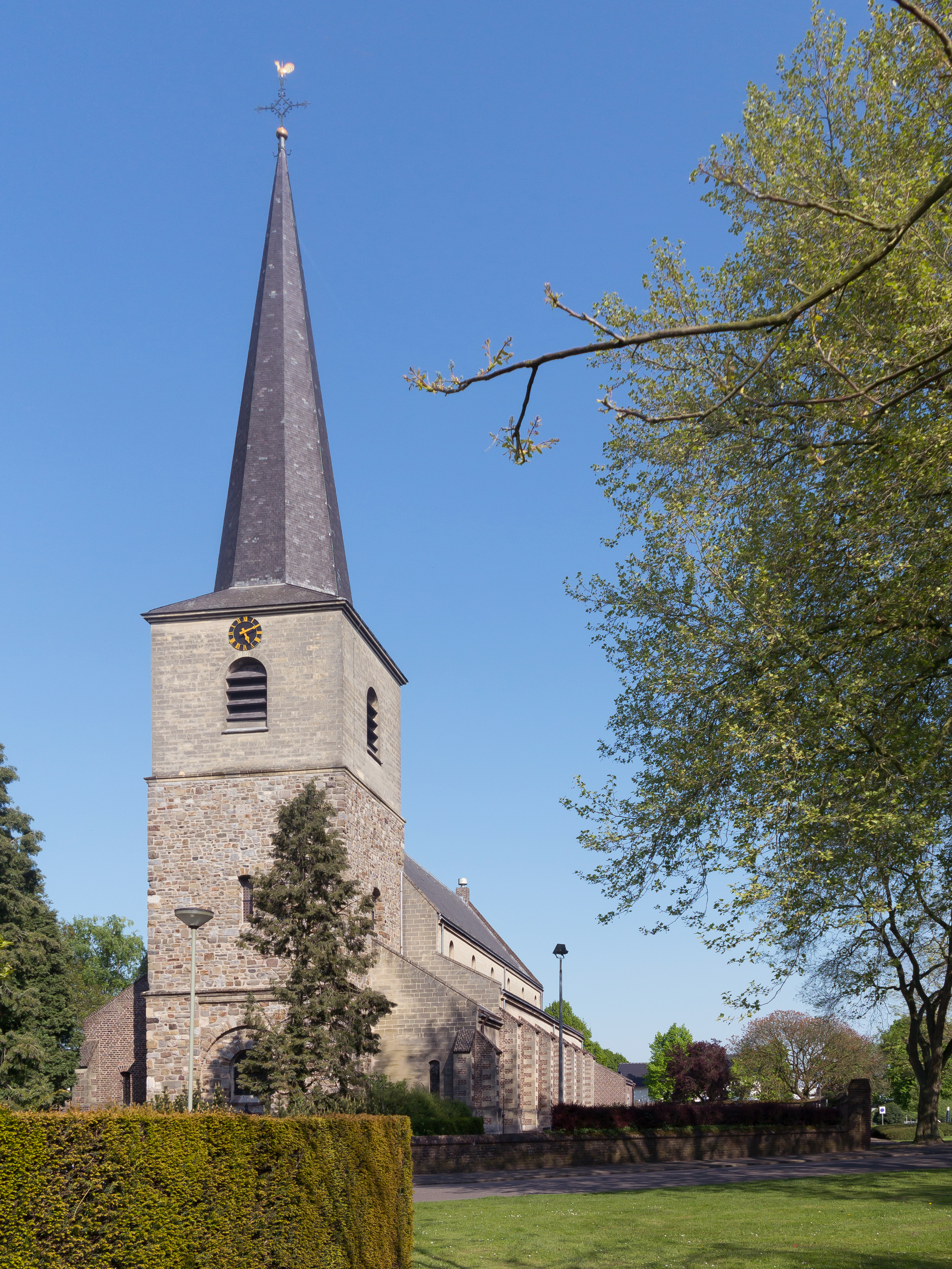
Wessem, l'église: de Medarduskerk

Wessem est un village néerlandais situé dans la commune de Maasgouw, dans la province du Limbourg néerlandais. En 2006, le village comptait environ 2 210 habitants.

## Histoire
Wessem a été une commune indépendante jusqu'au 1er janvier 1991. À cette date, Beegden fusionne avec Heel en Panheel et Beegden pour former la nouvelle commune de Heel.